# Wapen van Mexico (land)
Het wapen van Mexico, dat voor het eerst werd aangenomen in 1821 nadat Mexico onafhankelijk werd van Spanje, toont een adelaar die een slang uit zijn klauw eet. Dit wapen staat centraal op de Mexicaanse vlag. Het wapen is gedurende de Mexicaanse geschiedenis meerdere malen aangepast. Het huidige ontwerp is van Francisco Eppens Helguera en dateert uit 1968.
De afbeelding is gebaseerd op een eeuwenoude Azteekse legende. Deze legende zegt dat de god Huitzilopochtli de Azteken opdroeg om hun mythische verblijfplaats Aztlán te verlaten en te vertrekken naar een plaats waar ze een meer moesten vinden, met daarin een stenen eiland, met daarop een nopalcactus en daarop een arend die een slang opeet. Verscheidene jaren zou het volk hebben rondgetrokken op zoek naar deze plaats, tot ze in 1325 deze plaats ontdekten en er hun nieuwe hoofdstad stichtten, Tenochtitlan, nu de huidige Mexicaanse hoofdstad Mexico-Stad.

## Wapens
| Mexico (afhankelijk)Nieuw-Spanje 1535-1821 |
| 17 april 1535 |
| Mexico (onafhankelijk)Eerste Mexicaanse Keizerrijk - Verenigde Mexicaanse Staten - Tweede Mexicaanse Keizerrijk - Verenigde Mexicaanse Staten vanaf 1821 |
| 2 november 1821 |
| 14 april 1823 |
| 15 juli 1864 |
| 19 juni 1867 |
| 1 april 1893 |
| 20 september 1916 |
| 5 februari 1934 |
| 16 september 1968 |

Antigua en Barbuda · Aruba · Bahama's · Barbados · Belize · Canada · Costa Rica · Cuba · Curaçao · Dominica · Dominicaanse Republiek · El Salvador · Grenada · Guatemala · Haïti · Honduras · Jamaica · Mexico · Nicaragua · Panama · Saint Kitts en Nevis · Saint Lucia · Saint Vincent en de Grenadines · Sint Maarten · Trinidad en Tobago · Verenigde Staten
Afhankelijke gebieden

Amerikaanse Maagdeneilanden · Anguilla · Bermuda · Britse Maagdeneilanden · Groenland · Guadeloupe · Kaaimaneilanden · Martinique · Montserrat · Navassa · Puerto Rico · Saint-Pierre en Miquelon · Turks- en Caicoseilanden